# Décès en mai 1989
Décès
- 1985
- 1986
- 1987
- 1988
- 1989
- 1990
- 1991
- 1992
- 1993

Pour une information complémentaire, voir la page d'aide.

| Date   | Nom                 | Activités                                 | Âge      | Source |
| ------ | ------------------- | ----------------------------------------- | -------- | ------ |
| 2 mai  | Giuseppe Siri       | cardinal italien, archevêque de Gênes     | 82       |        |
| 6 mai  | Thakin Soe          | homme politique birman                    | 82 ou 83 |        |
| 7 mai  | Guy Williams        | acteur italo-américain                    | 65       |        |
| 8 mai  | Mariga Guinness     | Conservatrice irlandaise.                 | 56       | (en)   |
| 9 mai  | Karl Brunner        | Économiste suisse.                        | 73       |        |
| 12 mai | Georges Guiraud     | sculpteur, médailleur et peintre français | 87       |        |
| 15 mai | Manuel Rosalench    | footballeur espagnol                      | 77       | (es)   |
| 16 mai | Pierre Granier      | footballeur français                      | 77       |        |
| 16 mai | Marthe Lebasque     | peintre et sculptrice française           | 94       |        |
| 16 mai | Théodore Strawinsky | peintre russe devenu suisse               | 82       |        |
| 24 mai | Jean Baudet         | peintre français de l'École de Paris      | 74       |        |
| 25 mai | Paul V Esterházy    | prince hongrois                           | 88       | (en)   |
| 26 mai | Pierre Everaert     | coureur cycliste français                 | 55       |        |
| 26 mai | Héctor Poleo        | peintre vénézuélien                       | 70       | (en)   |
| 29 mai | Albert Schnyder     | peintre suisse                            | 90       |        |